# 健太郎さん
『健太郎さん』（けんたろうさん）は、2019年に公開された日本映画。
監督・脚本は髙木駿輝、主演は龍坐。
郊外に住む4人家族と共に、赤の他人である"健太郎さん"がなぜか一緒に暮らしているというホラーサスペンス短編。
滋賀国際映画祭最優秀賞をはじめ、数多くの映画祭に出展されている。

## キャスト
- 健太郎さん（斎藤家の家でなぜか同居する赤の他人） - 龍坐
- 斎藤敏夫（斎藤家の父） - 西川浩幸
- 斎藤和子（斎藤家の母） - 宇田川さや香
- 斎藤賢人（斎藤家の長男） - 木下仁
- 斎藤優愛（斎藤家の長女） - 白井友子

## スタッフ
- 監督・脚本・編集 - 髙木駿輝
- 製作 - 髙木駿輝、佐藤武蔵
- アシスタントプロデューサー - 槙将吾
- ラインプロデューサー - 高橋萌杏
- 助監督 - 須田由紀
- 美術監督 - 唐澤菜々愛
- 撮影 - 浅津義社
- 撮影アシスタント - 吉田伊織
- 録音 - 黒沢秋
- 照明 - 松本哉人
- 照明アシスタント - 西山蒼太
- 記録 - 江木優菜
- 音楽 - 髙橋賢治
- 音響効果 - 坂口公昭、吉永龍哉
- 美術 - 木村耕亮、石川智優、松井梨華、片山寛都、笠原璃乃、森歩美
- 調理 - 髙木由美
- 宣伝 - 熊森洸樹、朝比奈泰鷹
- メイキング - 大熊蘭、冨川綾音、磯香奈子
- 衣装 - 殷源、下田雅